# SM U–23 (Osztrák–Magyar Monarchia)
Az SM U-23 a Császári és Királyi Haditengerészet Havmanden-osztályú tengeralattjárója volt, építését a Magyar Tengeralattjáró-építő Rt. (UBAG) és az Arsenal Pola végezte. 1917. szeptember 1-én állították szolgálatba, de már első útjai során felszínre kerültek a típus hibái, technikai hiányosságai. 1918. február 21-én megtámadott egy olasz csapatszállító hajót, de a torpedók nem találták el a célt és az olasz hajót kísérő Airone torpedónaszád vízibombáival elsüllyesztette a búvárnaszádot.

## Tervezése és építése
Az U-23 a Dán Királyi Haditengerészet ún. Havmanden-osztályú tengeralattjáróin alapultak. Ezeket a hajókat, elsőként a Havmanden-t a fiumei Whitehead céggel kötött szerződés alapján kezdték el építeni 1911-ben. 
A Császári és Királyi Haditengerészet parancsnoksága Thierry Ferenc fregattkapitány szorgalmazására 1915-ben úgy határozott, hogy a Whitehead Művek lefoglalt Havmanden-típusú tervei alapján, hazai gyárakban épített új tengeralattjárókat a flotta számára. Az új hajók megépítésére a Whitehead Művek tulajdonosa, Robert Whitehead 1915. február 28-án megalapította a Magyar Tengeralattjáró-építő Részvénytársaságot. Whitehead munkásainak és gyártelepének egy részét a részvénytársaság rendelkezésére bocsátotta. Így jött létre a Magyar Tengeralattjáró-építő Rt. (Ungarische Unterseebootsbau AG, hivatalos rövidítése: UBAG). A trieszti Stabilimento Tecnico és a polai Arzenál, valamint a Danubius hajógyárakkal lefolytatott konkurenciaharcok után az a kompromisszum született, hogy a négy tengeralattjáró fődarabjait a Stabilimento Tecnico és a polai Arzenál szállítja, az összeállítást pedig a Whitehead leányvállalata az UBAG és a polai Arzenál hajtja végre. A Danubius ígéretet kapott további négy egység megépítésére (U-21, U-22, U-23).
Az SM U-23 gerincét 1915. december 18-án fektették le, 1917. január 5-én bocsátották vízre. Az elkészült új tengeralattjárók későbbi próbaútjain nyilvánvalóvá vált, hogy a Hamvaden-típusú tengeralattjárók 1917-re nagyrészt elavulttá váltak, emellett rengeteg technikai hibára derült fény, mely akadályozta a hajók eredményes tevékenységét.

## Szolgálata
A tengeralattjáró 1917. szeptember 1-ei szolgálatba állítását követően szeptember-október folyamán Póla térségében végzett próba-és gyakorlóutakat, miközben apróbb javításokon és tökéletesítéseken esett át a hajó. November 28-án kifutott Brioniból, majd Rimini és Ancona között végzett felderítést. A hajó nem észlelt a körzetben ellenséges hajóforgalmat, azonban a küldetés során számos technikai hiányosságra fény derült, ezért a hajó december 3-i visszatérését követően javításokon esett át. 
December 23-án a tengeralattjárót áthelyezték a Cattarói-öbölbe, ahonnét több őrjáratozást és felderítést hajtott végre a Dél-Adrián. 1918. február 20-án kifutott Cattaróból azzal a paranccsal, hogy az Otrantói-szorosban zavarja az ellenséges hajóforgalmat. Másnap, február 21-én a hajó egy olasz csapatszállítót, az SS Memfit észlelte, majd von Bézard sorhajóhadnagy parancsára két torpedót lőttek ki rá. A csapatszállító még idejében kikerülte a torpedókat, de ekkor a Memfit kísérő olasz torpedónaszád, az Arione megpróbálta legázolni a tengeralattjárót. Az U-23 idejében le tudott merülni, ezért a torpedónaszád csak a tengeralattjáró periszkópját súrolta. Az Arione azonban ekkor mély vízibombákat dobott le és az általa vontatott aknasárkány is elérte a tengeralattjárót, mely felrobbantotta a búvárnaszád tartaléktorpedóit is. A robbanást a tengeralattjáró legénysége közül senki sem élte túl.

## Parancsnokai
| Név                       | Rang           | Hivatal kezdete   | Hivatal vége      |
| ------------------------- | -------------- | ----------------- | ----------------- |
| Klemens Ritter von Bézard | sorhajóhadnagy | 1917. április 15. | 1918. február 21. |